# 三屋裕子
三屋 裕子（みつや ゆうこ、1958年7月29日 - ）は、日本バスケットボール協会代表理事。1984年ロサンゼルスオリンピックバレーボール全日本代表選手。福井県勝山市出身。筑波大学大学院体育学研究科修了。
国際バスケットボール連盟セントラルボードメンバー。日本バスケットボール協会会長。日本オリンピック委員会副会長、会長代行。株式会社サイファ代表取締役。藤田観光株式会社社外取締役。株式会社デンソー社外取締役株式会社パロマ社外取締役。株式会社福井銀行社外取締役。ENEOSホールディングス株式会社社外取締役。筑波スポーツ科学研究所副所長。株式会社BSフジ放送番組審議会委員。株式会社テン・アローズ（旧シャルレ）代表執行役社長、株式会社シャルレ（旧シャルレから分割設立）代表取締役社長らを歴任。

## 来歴
中学（福井県勝山市立勝山中学校）からバレーボールを始め、八王子実践高校から筑波大学体育専門学群に進学する。1981年、日立女子バレーボール部に入部。ユニバーシアードに3度出場し、1979年には銀メダル獲得。日立、全日本代表の主軸選手として活躍し、1983年のアジア選手権で優勝。1984年、ロサンゼルスオリンピックで銅メダルを獲得した。
最高到達点308cmという高さを誇り、攻撃型のセンタープレイヤーとして活躍した。現役時代のニックネームは三ツ矢サイダーのサイからとった「サイ」。
引退後は、國學院高等学校の教師を経て、1985年から学習院大学助手、1987年に同大学講師に就任した。同大学バレー部の指導をする傍ら、全日本ジュニアチームのコーチを務めた。1990年、筑波スポーツ科学研究所主任研究員・非常勤講師に就任。1992年、筑波大学大学院に進学し、その後、筑波スポーツ科学研究所副所長に就任した。
2004年4月、女性下着の訪問販売会社シャルレ（のちのテン・アローズ）の社会貢献活動に参加していたことがきっかけで同社顧問となり、同年6月29日付で社長に就任。しかし業績悪化や経営方針の違いから創業家と対立、2007年6月27日、テン・アローズ（旧シャルレ）と子会社のシャルレ両社の株主総会にて、両社の社長職を解任される。この時、三屋は記者会見で「1980年のモスクワオリンピックで、ボイコットにより出場出来なかった時と同じような気分」と涙ながらに語った。
2006年、日本プロサッカーリーグ（Jリーグ）理事。2007年4月から日本バレーボール協会理事（2013年6月まで）。2013年4月には、同協会の女子育成強化委員会ディレクターに就任した。2014年6月から日本バレーボール協会評議員。2015年5月、日本バスケットボール協会副会長に就任。2016年6月、日本バスケットボール協会会長に就任。2017年5月、国際バスケットボール連盟理事に就任、2019年8月、理事に再任された（2期目、2023年の改選まで）。また、スポーツコメンテーターとして、テレビ出演等で活躍している。
2020年6月28日、日本バスケットボール協会会長に再任された（3期目で、任期は2021年9月まで）。2021年6月26日日本オリンピック委員会副会長。2023年6月、日本航空（株） 社外取締役就任。2023年7月、東京2025世界陸上財団評議員。2023年11月、日本オリンピック委員会会長代行。
他に、関口宏の『サンデーモーニング』の出演者としてかつてレギュラー出演した特番、オールスター感謝祭では記念すべき最初のピリオドボーナスクイズ賞金獲得者でもある。1991年秋放送にて50万円を手にした。30年間続く番組での最初の獲得者だった（総合優勝は達成していない）。

## 球歴
- 全日本代表としての主な国際大会出場歴
  - オリンピック - 1984年
  - 世界選手権 - 1982年
  - ワールドカップ - 1981年

## 受賞歴
- 1981年 - 第30回全日本都市対抗選手権 若鷲賞（最優秀新人賞）
- 1982年 - 第15回日本リーグ ベスト6
- 1983年 - 第16回日本リーグ スパイク賞、ベスト6
- 1984年 - 第17回日本リーグ スパイク賞、ベスト6

## 所属チーム
- 勝山中学校
- 八王子実践高等学校
- 筑波大学
- 日立（1981-1984年）

## 著書
- 「コンチワ!裕子先生」 ISBN 4931033601
- 「三屋裕子の元気エッセンス」 ISBN 4890368132

## テレビ出演
- サンデーモーニング （過去出演）
- オールスター感謝祭 （サンデーモーニング出演者として、過去レギュラー出演。1991年秋第1回放送番組初代のピリオドボーナスクイズ賞金獲得者）
- 怪傑黄金時間隊!! （過去出演）
- みのもんたの朝ズバッ! → 朝ズバッ!（過去、毎週火曜日出演）
- 情報ライブ ミヤネ屋 （2014年現在不定期で出演）
- 午後は○○おもいッきりテレビ （過去出演・ゲストコメンテーター）不定期

## ラジオ出演
- にっちょにAOSSA （10月3日ゲスト、FBCラジオ）